# Charles Bozon
Charles Bozon (Chamonix-Mont-Blanc, 15 dicembre 1932 – Chamonix-Mont-Blanc, 7 luglio 1964) è stato uno sciatore alpino e alpinista francese, campione del mondo nello slalom speciale a Chamonix 1962.

## Biografia

### Carriera sciistica

#### Stagioni 1949-1956
Sciatore polivalente originario di Passy, Charles Bozon debuttò in campo internazionale in occasione del Grand Prix du Nice 1949 (Auron, 19-20 marzo), dove si classificò 12º nello slalom gigante e 14º nello slalom speciale, e nel 1953 si piazzò 3º nella discesa libera e nella combinata alla Settimana internazionale degli sport invernali di Garmisch-Partenkirchen (22-25 gennaio) e 3º nella discesa libera del Grand Prix du Chamonix (Chamonix, 21-22 febbraio); l'anno dopo ai Mondiali di Åre 1954 (28 febbraio-7 marzo), suo esordio iridato, fu 5º nella discesa libera, l'unica gara nella quale prese il via, e nel prosieguo della stagione si classificò 2º nello slalom speciale e nella combinata del trofeo Arlberg-Kandahar (Garmisch-Partenkirchen, 12-14 marzo).
Nel 1955 si piazzò 2º nella combinata dell'Arlberg-Kandahar (Mürren, 11-13 marzo) e l'anno dopo ai VII Giochi olimpici invernali di Cortina d'Ampezzo 1956 (26 gennaio-5 febbraio), suo esordio olimpico, fu 8º nella discesa libera, 5º nello slalom gigante, 7º nello slalom speciale e vinse la medaglia d'argento nella combinata, disputata in sede olimpica ma valida solo ai fini dei Mondiali 1956; nel prosieguo di quella stagione 1955-1956 si classificò 2º nello slalom speciale della 3-Tre (Marmolada, 23-25 marzo).

#### Stagioni 1957-1959
Nel 1957 si piazzò 2º e 3º nei due slalom speciali dell'Internationalen Adelbodner Skitage (Adelboden, 6-7 gennaio), vinse lo slalom speciale e fu 2º nello slalom gigante e nella combinata della 3-Tre (Madonna di Campiglio, 15-17 febbraio), si classificò 2º nella discesa libera, 3º nello slalom speciale e 2º nella combinata dell'Arlberg-Kandahar (Chamonix, 8-10 marzo) e 3º in slalom gigante e 2º in slalom speciale al Grand Prix du Printemps (Méribel/Courchevel, 28-31 marzo).
Nel 1958 vinse lo slalom speciale dell'Internationalen Adelbodner Skitage (Adelboden, 5-6 gennaio), dove si piazzò anche 3º nello slalom gigante, fu 3º nello slalom speciale del trofeo dell'Hahnenkamm (Kitzbühel, 17-19 gennaio) e ai successivi Mondiali di Badgastein 1958 (2-9 febbraio) non completò né lo slalom gigante né lo slalom speciale: subì un infortunio proprio durante la prova di slalom gigante, che ne compromise il prosieguo della stagione. Tornato alle gare nel gennaio del 1959, quell'anno vinse nuovamente lo slalom speciale della 3-Tre (Madonna di Campiglio, 13-15 febbraio), dove si classificò anche 3º nella combinata.

#### Stagioni 1960-1963
Nel 1960 Bozon si piazzò 2º nella discesa libera, nello slalom speciale e nella combinata della Coupe Émile Allais (Megève, 22-24 gennaio) e ai successivi VIII Giochi olimpici invernali di Squaw Valley 1960 (19-27 febbraio), sua ultima presenza olimpica, vinse la medaglia di bronzo nello slalom speciale (valida anche ai fini iridati) e fu 8º nella discesa libera e 9º nello slalom gigante; conquistò inoltre la medaglia d'argento nella combinata, disputata in sede olimpica ma valida solo ai fini dei Mondiali 1960.
Nella stagione 1960-1961 si classificò 3º nella combinata del Criterium de la première neige (Val-d'Isère, 16-18 dicembre), 3º nello slalom speciale e nella combinata del trofeo del Lauberhorn (Wengen, 14-15 gennaio), 3º nella discesa libera, 3º nello slalom speciale e 2º nella combinata del Grand Prix du Chamonix (Chamonix, 23-26 febbraio) e 2º nello slalom gigante del Grand Prix du Savoie (Méribel, 22-23 marzo). Nella successiva stagione 1961-1962, dopo essersi piazzato 2º sia nello slalom speciale del Lauberhorn (Wengen, 14 gennaio) sia in quello del trofeo Ilio Colli (Cortina d'Ampezzo, 27-28 gennaio), ai Mondiali di Chamonix 1962 (10-18 febbraio), suo congedo iridato, vinse la medaglia d'oro nello slalom speciale, l'unica gara nella quale prese il via; chiuse la sua carriera agonistica in occasione del Grand Prix du Savoie 1964 (Méribel, 20-22 marzo).

### Carriera alpinistica

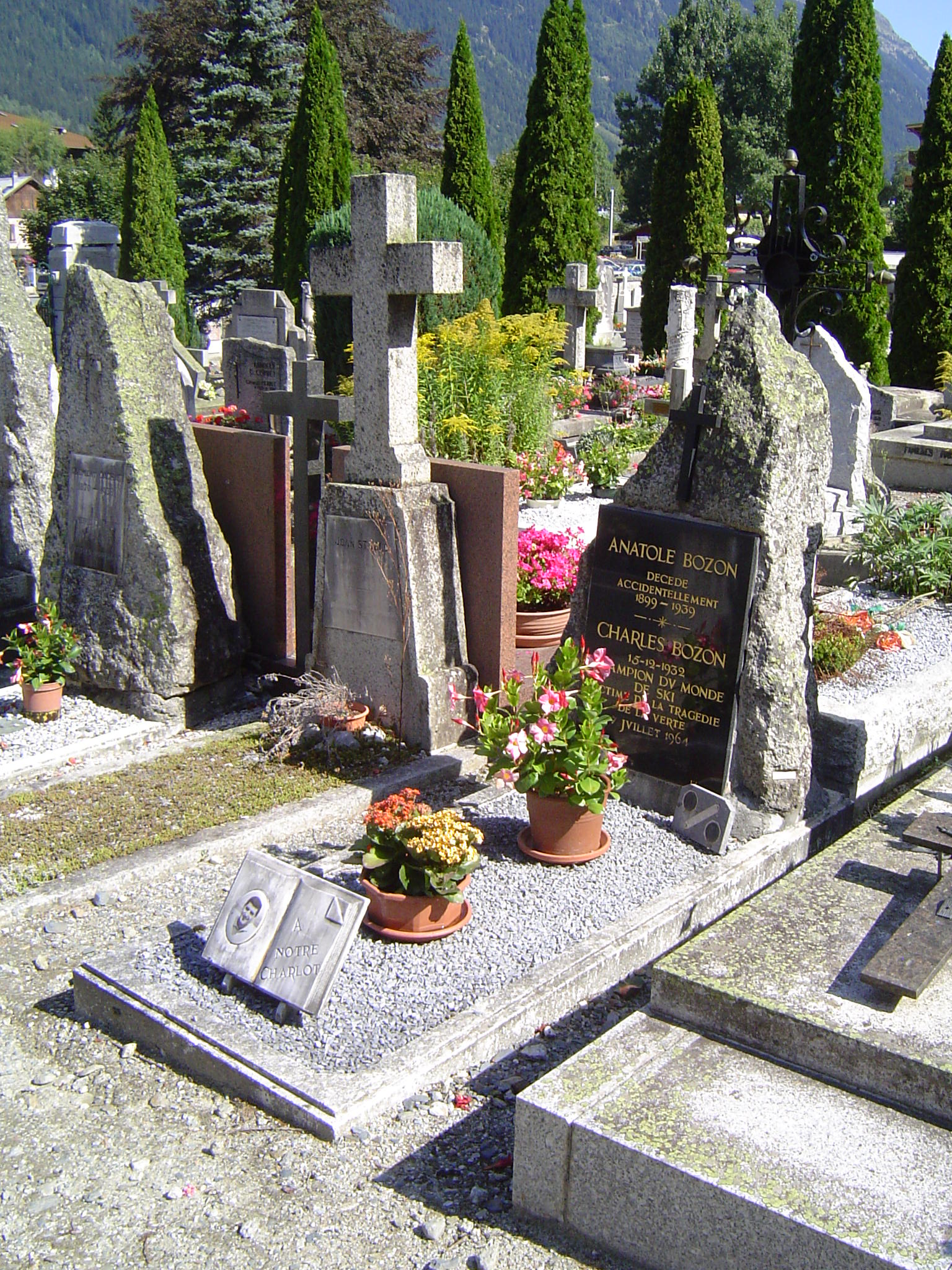
La tomba di Charles Bozon nel cimitero di Chamonix

Accanto alla carriera sciistica Bozon fu un attivo alpinista, docente alla École nationale des sports de montagne fino al 1963; morì travolto da una valanga durante un'ascesa dell'Aiguille Verte presso la natia Chamonix.

## Palmarès

### Olimpiadi
- 1 medaglia, valida anche ai fini iridati:
  - 1 bronzo (slalom speciale a Squaw Valley 1960)

### Mondiali
- 3 medaglie, oltre a quella conquistata in sede olimpica e valida anche ai fini iridati:
  - 1 oro (slalom speciale a Chamonix 1962)
  - 2 argenti (combinata a Cortina d'Ampezzo 1956; combinata a Squaw Valley 1960)

### Classiche
3-Tre
- 2 vittorie (slalom speciale a Madonna di Campiglio 1957; slalom speciale a Madonna di Campiglio 1959)

Internationalen Adelbodner Skitage
- 1 vittoria (slalom speciale ad Adelboden 1958)

### Campionati francesi
- 6 ori (discesa libera, slalom gigante, slalom speciale nel 1956; discesa libera nel 1957; slalom gigante, slalom speciale nel 1961)[26]